# Barisartbron

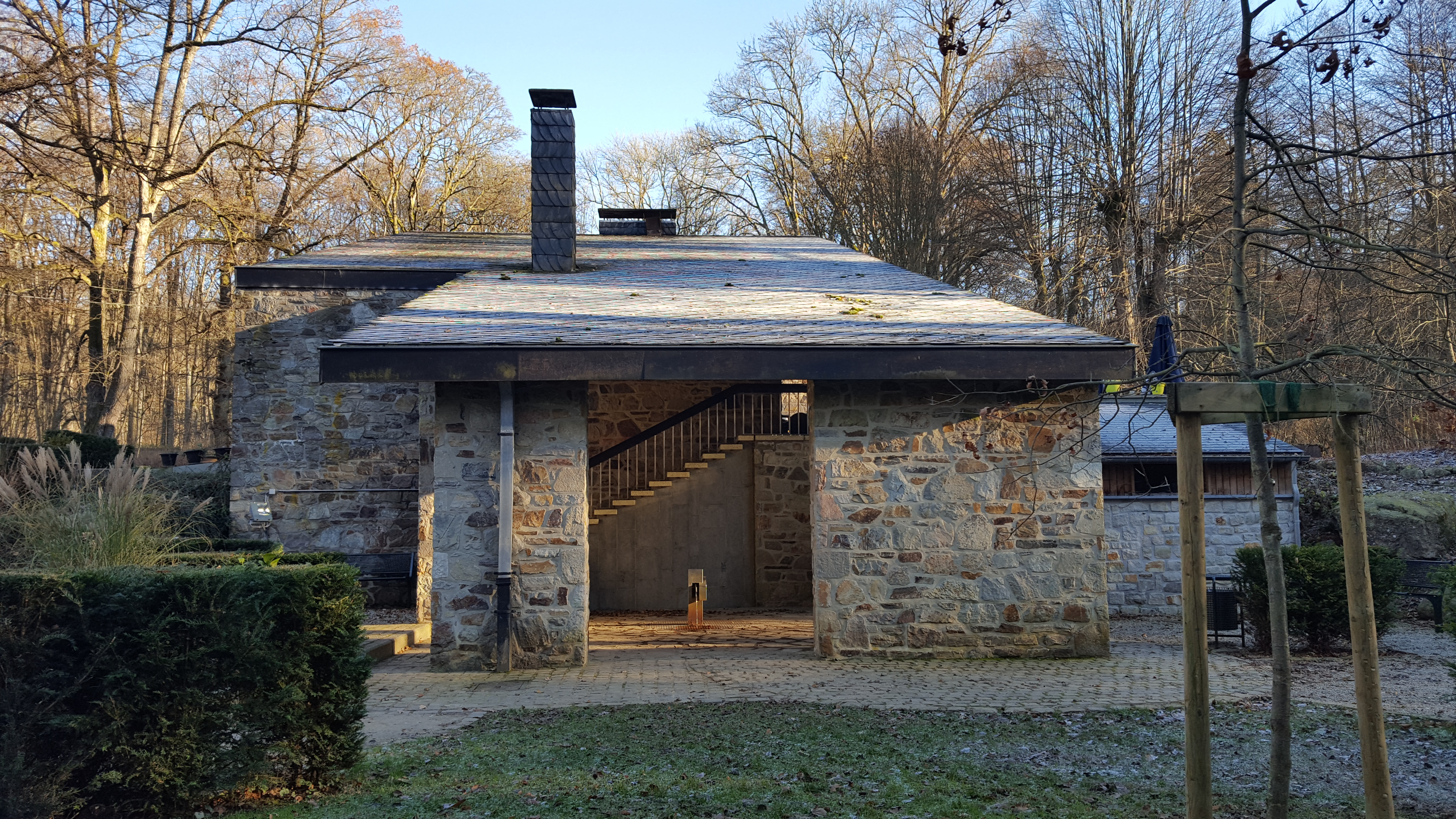
De Barisartbron

De Barisartbron (Frans: Source de Barisart) is een bron in de Belgische gemeente Spa. De bron ligt ten zuiden van Spa in het bos aan de weg Rue de Barisart. Het water van de bron is afkomstig uit het Veen van Malchamps.
Het water van de Barisartbron wordt in een veld hogerop gewonnen (50° 28′ 26″ NB, 5° 51′ 56″ OL) door Spa Monopole en wordt verkocht onder de naam "Spa Barisart". Het water van de Barisartbron is koolzuurhoudend en is van een vergelijkbaar type als die van de Marie-Henriettebron.
Achter de bron loopt de beek Géronstère met water van onder andere de Géronstèrebron. Het water van de Barisartbron voegt zich bij deze beek en stroomt de helling af richting de stad Spa.
Op ongeveer een kilometer naar het zuidoosten ligt de Géronstèrebron en op ongeveer 900 meter naar het zuidoosten de bron Pouhon Pia.

## Geschiedenis

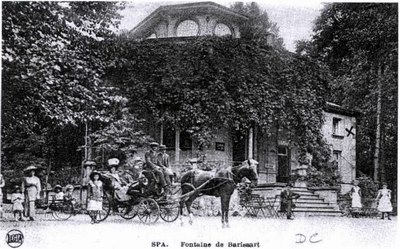
Het paviljoen van de bron in 1859

In 1438 wordt de bron van Barisart voor het eerst genoemd onder de naam Barisair en later met de naam Barisare. Al vrij gauw daarna werden er opvangbekkens aangelegd om het water van de bron op te vangen. De naam van de bron dankt ze aan dat oorspronkelijk het water in een barrel opgevangen werd en de bron gelegen was op het grondgebied van Nivezé, deel van de gemeente Sart.
Aan het begin van de 19e eeuw is de bron volledig verlaten.
Tot in het midden van de 19e eeuw liep het water van de bron vrij de weide in om daar opgevangen te worden. In het midden van de 19e eeuw wordt de bron gerehabiliteerd en in 1859 wordt er een paviljoen gebouwd dat gebruikt werd als herberg.
In 1972 werd het huidige gebouw gebouwd waarin een restaurant met de naam Source de Barisart gevestigd is en de bron overdekt en toegankelijk is.

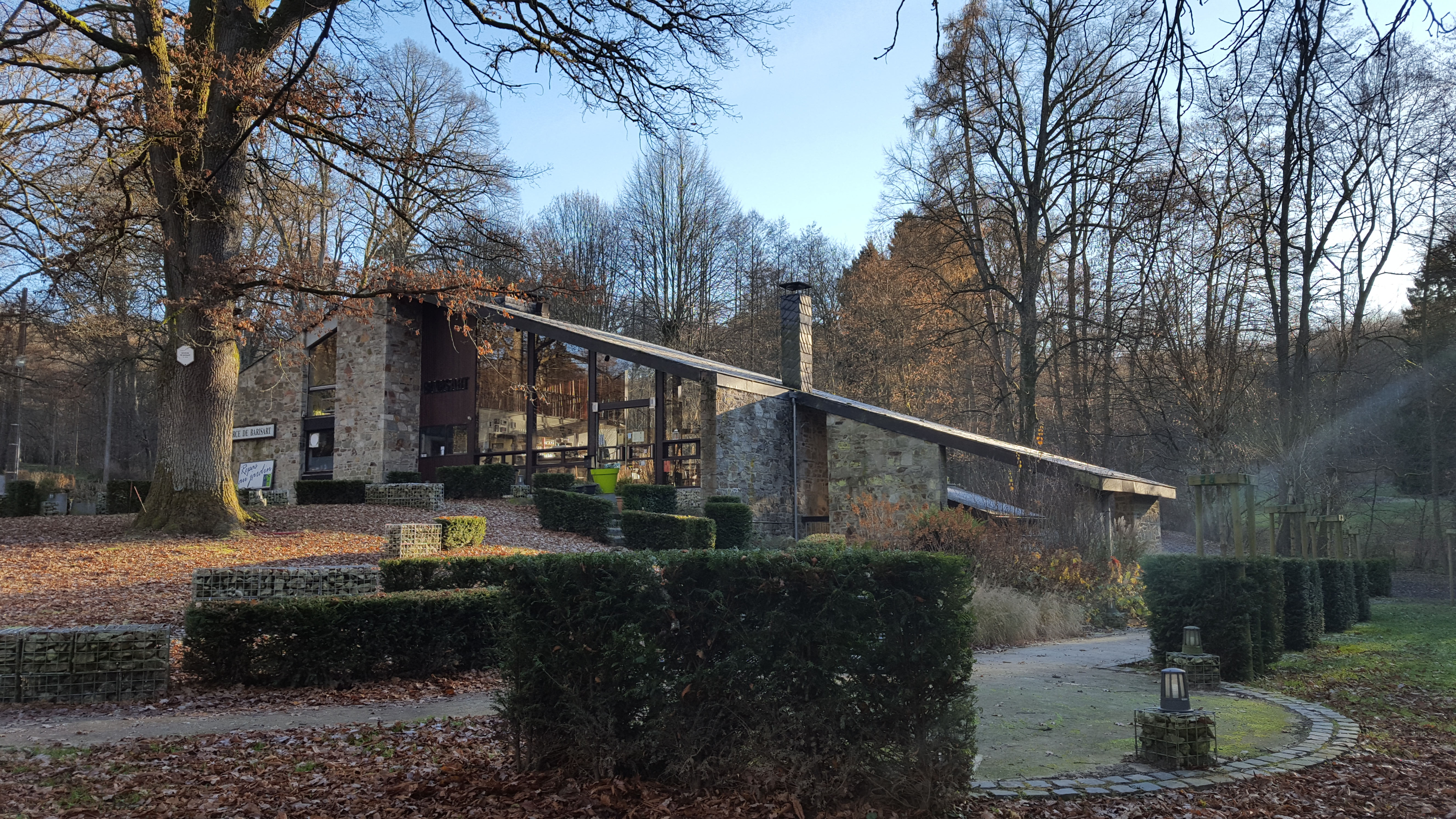
Het restaurant met in het meest rechts deel de Barisartbron
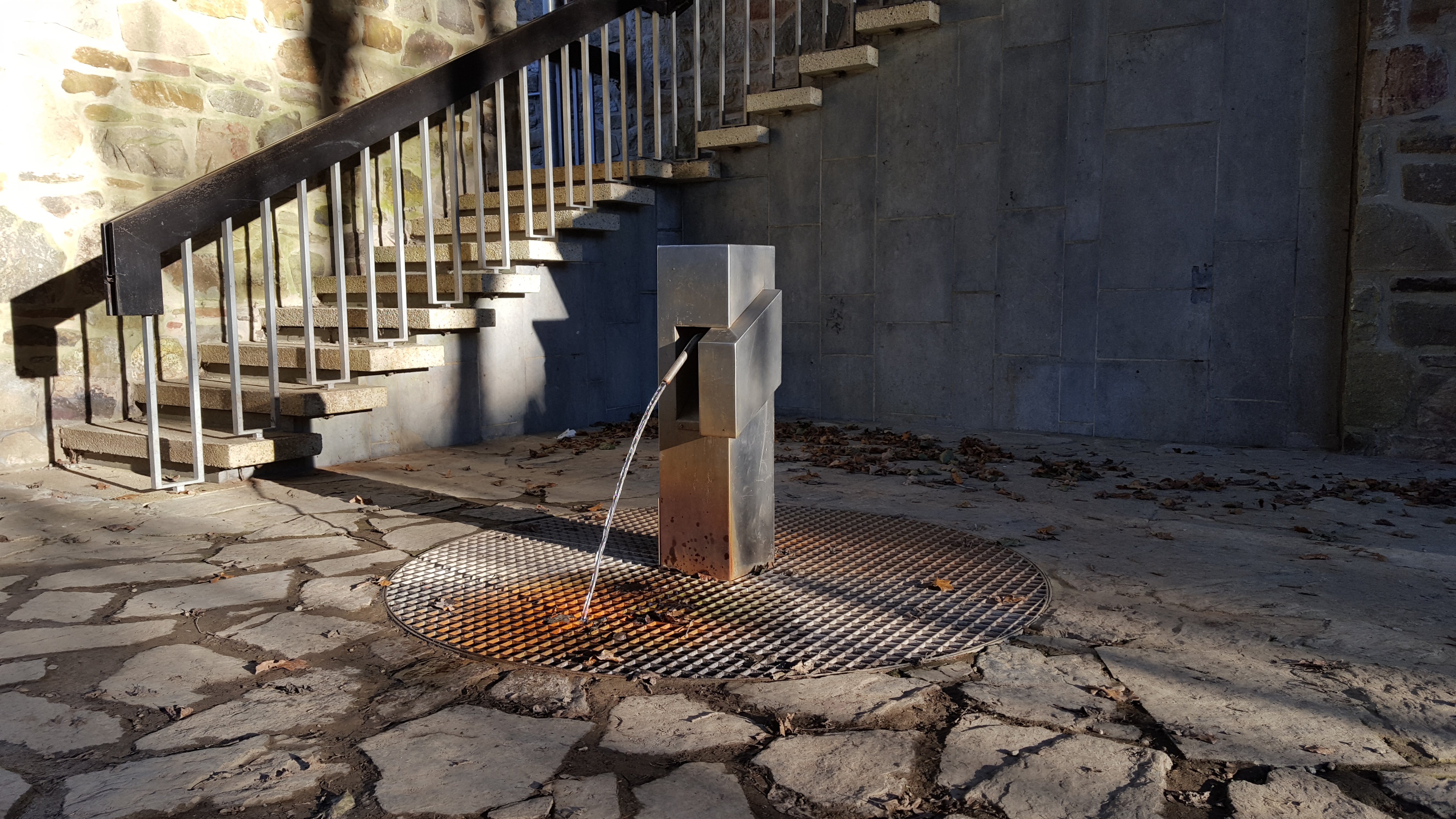
Water komt uit de bron
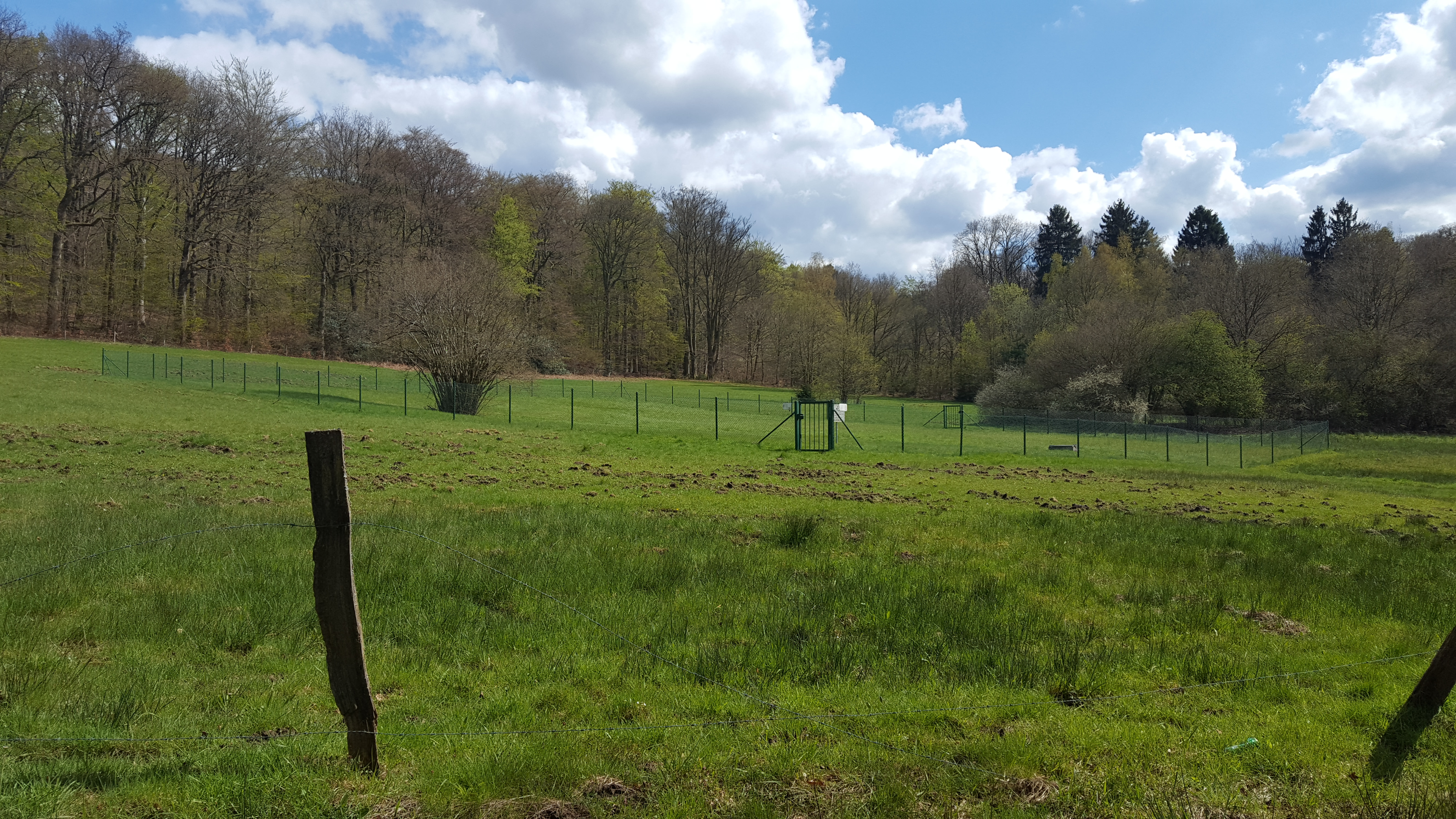
Plaats waar het water van de Barisartbron gewonnen wordt door Spa Monopole